# La Harpe (Kansas)
Pour les articles homonymes, voir La Harpe.
La Harpe est une municipalité américaine située dans le comté d'Allen au Kansas.
Lors du recensement de 2010, sa population est de 578 habitants. La municipalité s'étend alors sur une superficie de 0,82 mille carré (2,12 km2).

## Histoire
La Harpe est fondée en 1881 par le Fort Scott, Wichita and Western Railroad. Elle est nommée en l'honneur de l'explorateur Jean-Baptiste Bénard de la Harpe. Son bureau de poste ouvre la même année.
La Harpe connait une forte croissance après la découverte de gaz naturel dans la région en 1899, qui permet le développement d'usines d'extraction du zinc. Elle compte ainsi plus de 2 000 habitants au début du XXe siècle, avant de progressivement décroître.

## Démographie
| Groupe            | La Harpe | Kansas | États-Unis |
| ----------------- | -------- | ------ | ---------- |
| Blancs            | 93,6     | 83,8   | 72,4       |
| Métis             | 1,9      | 3,0    | 2,9        |
| Afro-Américains   | 1,4      | 5,9    | 12,6       |
| Amérindiens       | 1,2      | 1,0    | 0,9        |
| Autres            | 1,0      | 3,9    | 6,2        |
| Asiatiques        | 0,9      | 2,4    | 4,8        |
| Total             | 100      | 100    | 100        |
|                   |          |        |            |
| Latino-Américains | 1,6      | 10,5   | 17,37      |

Selon l'American Community Survey, pour la période 2011-2015, 94,12 % de la population âgée de plus de 5 ans déclare parler l'anglais à la maison, 4,51 % déclare parler une langue chinoise, 0,98 % l'espagnol et 0,39 % l'allemand.